# Elezioni parlamentari in Jugoslavia del 1945
Le elezioni politiche jugoslave del 1945 si tennero l'11 novembre. A causa di un boicottaggio da parte delle opposizioni, il Fronte Popolare di Jugoslavia fu l'unica coalizione che partecipò alle elezioni.

## Sistema elettorale
Le elezioni si tennero secondo il sistema approvato dal Parlamento provvisorio jugoslavo. Il Primo Ministro Josip Broz Tito affermò che sarebbero state "le elezioni più democratiche che la Jugoslavia abbia mai avuto" e promise che l'opposizione avrebbe partecipato alle elezioni. Tutti gli uomini e le donne di età superiore ai 18 anni ebbero il diritto di voto, tranne coloro che erano stati accusati di collaborazionismo. Secondo il governo, questi erano circa il 3%; secondo le opposizioni, erano molti di più. Le persone con diritto di voto erano oltre 7 milioni.

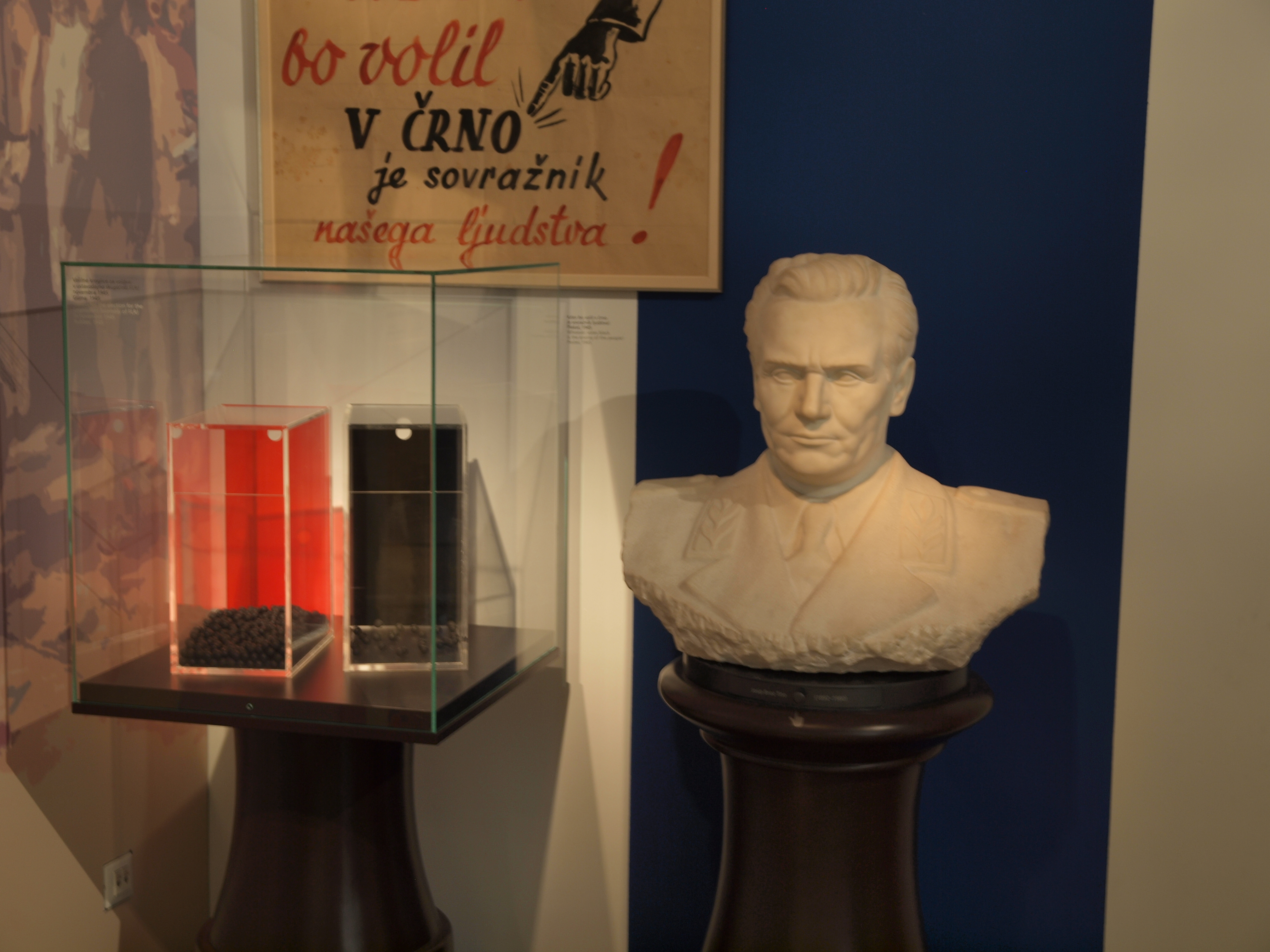
Il minaccioso cartello esposto nei seggi elettorali recitante "Chi vota nero è un nemico del nostro popolo"

La legge elettorale stabiliva la creazione di un Parlamento  bicamerale formato da un'Assemblea Nazionale composta da 354 membri e da un'Assemblea delle Nazioni composta da 175 membri. L'Assemblea Nazionale aveva un seggio ogni 40000 votanti. Il voto avvenne tramite delle palline di gomma: il votante doveva depositare la pallina nella scatola sulla quale era dipinto il logo del partito per il quale voleva votare. Per mantenere la segretezza del voto, egli doveva mettere le mani in entrambe le scatole.
Nonostante il boicottaggio da parte dell'opposizione, le scatole per l'opposizione furono posizionate accanto a quelle del Fronte Nazionale, come stabilito da un emendamento alla legge elettorale.

## Campagna elettorale
Il Fronte Nazionale era composto dai maggiori partiti dell'anteguerra, ed aveva come slogan "Conferma la nostra Vittoria".
Sebbene godesse di un supporto significativo in Croazia e Serbia, l'opposizione monarchica si rifiutò di partecipare alle elezioni, denunciando di aver subito intimidazioni. Un giornale dell'opposizione, Democratija, fu chiuso una settimana prima delle elezioni poiché, secondo il governo, stava tentando di abbassare il morale delle truppe e di incoraggiare l'intervento estero.

## Risultati

### Assemblea Nazionale
| Liste                         | Voti | %     | Seggi |
| ----------------------------- | ---- | ----- | ----- |
| Fronte Popolare di Jugoslavia |      | 90,48 | 354   |
| Opposizione                   |      | 9,52  | -     |
| Totale                        |      | 100   | 354   |
| Votanti registrati/affluenza  |      | 88,57 |       |
| Fonte: Banac                  |      |       |       |